# Verdammt zum Schweigen
Verdammt zum Schweigen ist eine US-amerikanische Filmbiografie über Billy Mitchell von Otto Preminger aus dem Jahre 1955 mit Gary Cooper in der Hauptrolle.

## Handlung
Billy Mitchell versucht 1921 die Schlagkraft der noch jungen amerikanischen Luftwaffe mit der Versenkung eines ehemaligen Schlachtschiffes aus dem Ersten Weltkrieg zu beweisen. Ohne Wissen der Armee- und Marineleitung werden die Fliegerbomben mit der doppelten Sprengkraft ausgerüstet. Der Test gelingt, das Schiff wird versenkt.
Sein Alleingang in dieser Sache führt zu einer Bestrafung. Er wird degradiert und nach Texas versetzt. Während dieser Zeit kommt es zu mehreren schweren Zwischenfällen. Sein Freund Zachary Lansdowne stirbt 1925 beim Absturz eines Luftschiffes. Sechs weitere Flugzeuge stürzen aufgrund schlechter Wartung ab. Mitchell beruft eine Pressekonferenz ein und kritisiert die Armee öffentlich. Er wird vor ein Kriegsgericht gestellt.
Sein Rechtsanwalt Frank Reid gelangt bis zum Präsidenten, um ihm zu helfen. Der Prozess wird ausgesetzt. Das Militär drängt ihn, ein Papier zu unterzeichnen, damit er seine Kritik zurückziehen und seine Karriere retten kann. Mitchell verweigert die Unterschrift. Der Prozess geht weiter. Mehrere Zeugen, darunter die Witwe von Lansdowne, bestätigen seine Kritik vor dem Gericht. Im Kreuzverhör werden sein Ungehorsam und seine Phantasterei über einen zukünftigen Angriff der Japaner auf Hawaii angeprangert.
Das Gericht spricht ihn schuldig. Die Öffentlichkeit sieht in ihm einen Helden, der sich gegen einen übermächtigen Militärapparat zur Wehr gesetzt hat. Mitchell hat sein Ziel erreicht. Die Bevölkerung ist über den bedenklichen Zustand der Luftwaffe informiert. Beim Verlassen des Gerichtssaales grüßen ihn seine Fliegerkollegen.

## Kritiken
„Ein mit sicherem Sinn für Spannung inszenierter Tatsachenbericht aus der US-Militärgeschichte. Getragen von guten Darstellern, rutscht der Film gelegentlich zu sehr ins Reißerische ab; manche Phrasen über Gewissen und Gehorsam dürften zu Lasten der Synchronisation gehen.“

## Hintergrund
Das Drehbuch, an dem Ben Hecht, Dalton Trumbo und Michael Wilson mitschrieben, basierte auf einer Geschichte von Emmet Lavery und Milton Sperling, die auf einer wahren Begebenheit im Leben von Billy Mitchell beruhte.
Für den Hauptdarsteller Gary Cooper war es nach Im Geheimdienst, Die Teufelsbrigade und Wilde Glut die vierte Zusammenarbeit mit dem Produzenten Milton Sperling und der einzige Film mit dem Regisseur Otto Preminger. Erstmals seit Gegenspionage drehte Cooper wieder in den USA. Die Familie von Billy Mitchell setzte sich vergeblich für James Cagney als Hauptdarsteller ein.
Warner Bros. brachte den in CinemaScope gedrehten Film 1956 in die westdeutschen Lichtspielhäuser. In dieser bis heute gebräuchlichen Synchronfassung bekam Gary Cooper die Stimme von Heinz Engelmann.
Deutsche Alternativtitel sind Der Flieger und Die Flieger.

## Auszeichnungen
- 1956: Oscar-Nominierung: Bestes Originaldrehbuch